# Dunteberget

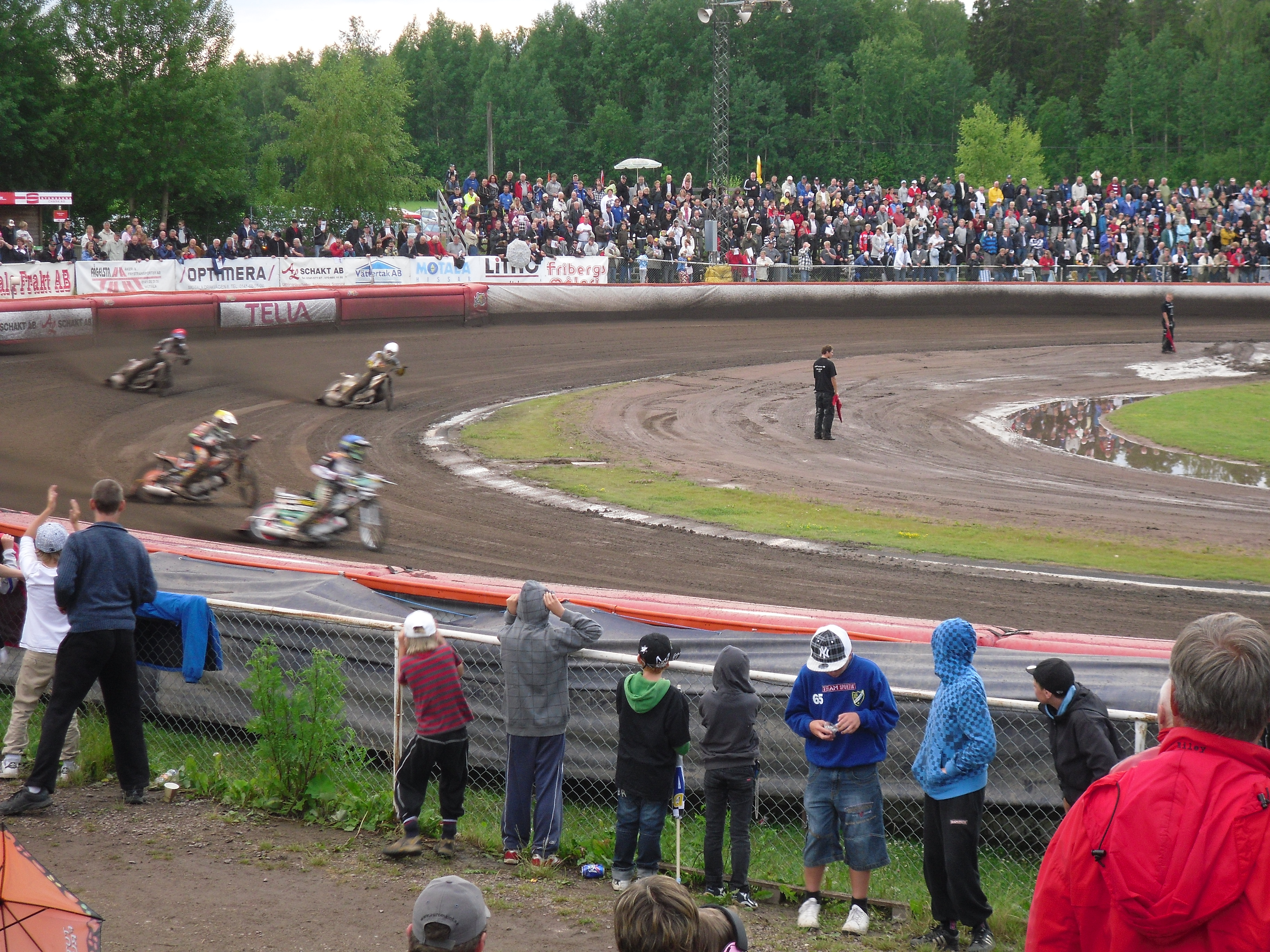
Speedway på Dunteberget.

Dunteberget är en stadsdel i Motala, Motala kommun, Östergötland. Området utgörs främst av hyreshus och en livsmedelsbutik. I anslutning till området ligger en motocrossbana, en speedwaybana och en folkracebana. Här hålls i juli varje år den så kallade folkracefestivalen. Här har även Piraterna speedway sin hemmabana. Arenan heter Biltema arena och ligger vid Duntebergets sluttning.
Piraterna har vunnit SM-guld två gånger 2011 och 2013.